# Multivac Sepp Haggenmüller
Multivac Sepp Haggenmüller SE & Co.KG ist ein Anbieter von integrierten Verarbeitungs- und Verpackungslösungen für Lebensmittel, Medizin- und Pharma-Produkte sowie Industriegüter. Der Unternehmenssitz ist in Wolfertschwenden im oberschwäbischen Landkreis Unterallgäu.

## Geschichte
Das Unternehmen wurde von Sepp Haggenmüller im Jahre 1961 in einer kleinen Garage in Böhen, ungefähr 20 km südöstlich von Memmingen gelegen, gegründet. Die erste von Sepp Haggenmüller hergestellte Maschine war eine Vakuum-Kammermaschine mit der Typenbezeichnung A4. Bereits zwei Jahre nach der Gründung 1963 hatte der Betrieb 10 Mitarbeitende. 1965 fand der erste Umzug des Unternehmens statt, der Hauptsitz blieb noch in Böhen, jedoch wurde im Januar 1965 dort ein Neubau bezogen. Im Jahre 1967 baute Multivac die erste Tiefzieh-Verpackungsmaschine. Im Jahr 1970 wurde der Standort in Böhen aufgegeben und der Betrieb in das etwa 4 km entfernt gelegene Wolfertschwenden verlegt. Am 25. Mai 1971 starb der Unternehmensgründer Sepp Haggenmüller bei einem Autounfall. Nach dem Tod des Gründers und alleinigen Geschäftsführers ging die Leitung auf Heinz Brenne und Artur Vetter über. Artur Vetter starb im Jahre 1981, ab diesem Zeitpunkt bis zum Jahr 2003 war Heinz Brenne Geschäftsführer. Danach ging die Leitung an Hans-Joachim Boekstegers über.
Der Hauptsitz befindet sich in Wolfertschwenden. An diesem Standort finden Forschung und Entwicklung, Konstruktion, Fertigung und Produktion der Verpackungsmaschinen statt. Neben dem Hauptsitz ist Multivac in Deutschland noch an weiteren Standorten vertreten, dies ist in Enger seit 1993 Multivac Marking and Inspection, seit 2005 in Nettetal-Kaldenkirchen Multivac Resale & Service sowie seit 2017 in Buchenau (Dautphetal) das Multivac Entwicklungszentrum Slicer. 2017 hat die Multivac-Gruppe zudem mit einer Mehrheitsbeteiligung an der TVI Entwicklung und Produktion GmbH in Bruckmühl das Produktportfolio um den Bereich Processing erweitert. Am 3. Juli 2019 wurde bekannt gemacht, dass das Unternehmen den insolventen Maschinenbauer Fritsch aus Markt Einersheim bei Kitzingen zum 1. August 2019 übernehmen möchte, jedoch ohne Grundstücke und Gebäude. Seit 2019 ist die Fritsch Bakery Technologies GmbH & Co. KG Teil der Multivac-Unternehmensgruppe. Im Juni 2021 hat Multivac am Firmenstammsitz ein Trainings- und Anwendungszentrum (TAC) für Slicing und Automatisierung eröffnet (Investitionsvolumen: rund 38 Millionen Euro). Auf über 17.000 Quadratmetern entwickeln über 100 Mitarbeiter kundenspezifische Verarbeitungs- und Verpackungslinien und präsentieren Maschinen und Lösungen im Einsatz.

### Internationalisierung
International unterhält Multivac in Österreich, neben einem Vertriebsstandort in Wien, seit 1974 ein Fertigungswerk in Lechaschau. In diesem Werk arbeiten 2021 rund 350 Mitarbeiter. Die Vertriebsorganisation im Ausland wurde 1972 mit der Gründung der ersten Tochtergesellschaft in Frankreich ausgebaut. Seit 1969 bestand bereits eine Schwesterfirma in der Schweiz, zur Koordinierung des Internationalen Exports. Im Jahr 1987 erfolgt die Gründung einer Tochtergesellschaft in Kansas City, USA. Bis zu diesem Zeitpunkt wurden bereits Tochtergesellschaften in der Schweiz (1969), Niederlande (1981) und Großbritannien (1985) gegründet. Heute ist Multivac ein multinationales Unternehmen mit 85 Tochtergesellschaften, 13 Produktionsstandorten, Kunden in mehr als 165 Ländern und insgesamt etwa 7.000 Mitarbeitern. Die Exportquote liegt bei 90 Prozent. Am Standort Wolfertschwenden beschäftigt das Unternehmen auf einem Firmengelände von 89.000 m² rund 2.500 Mitarbeiter.

## Produkte

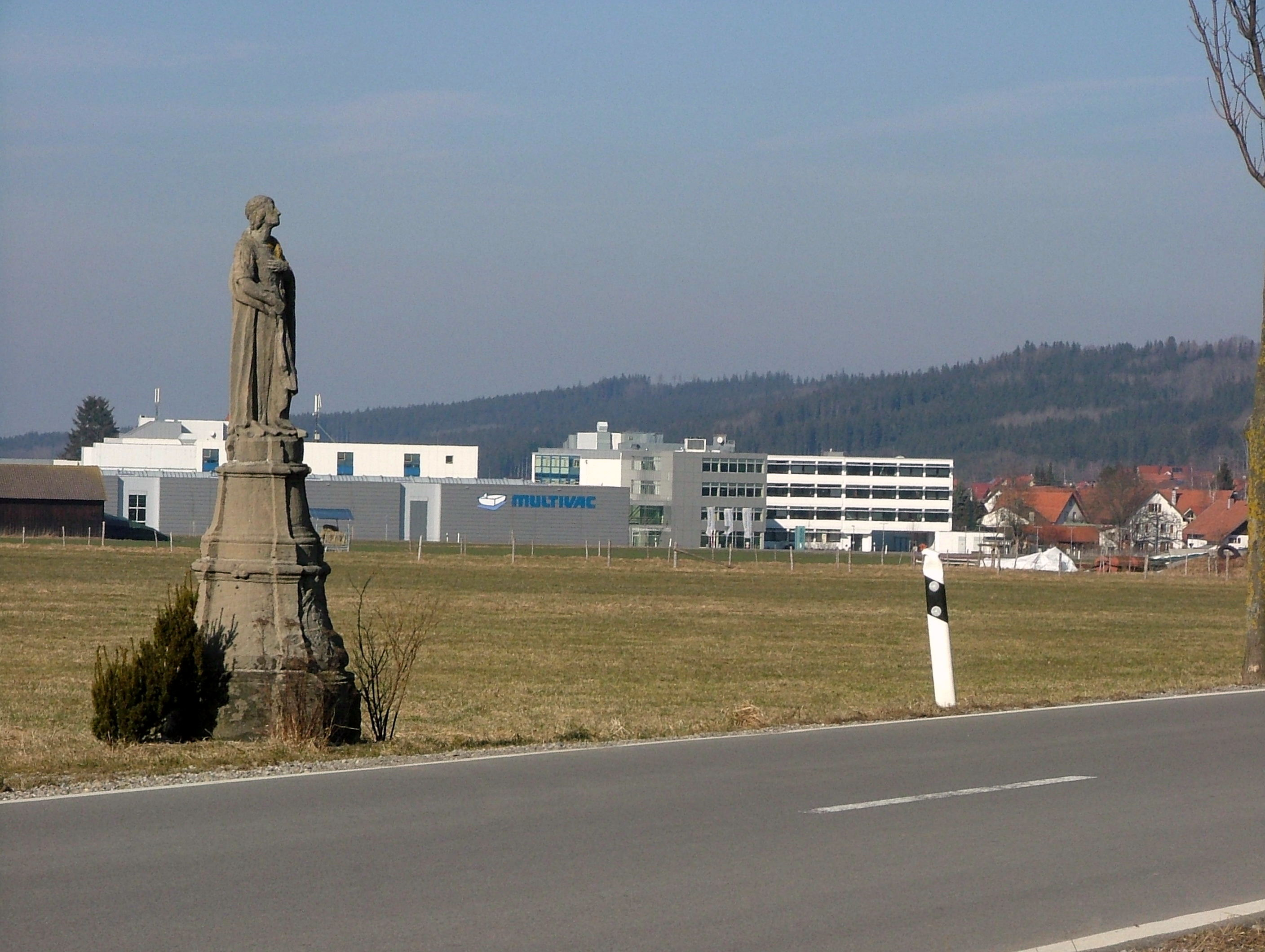
Multivac am südlichen Ortsrand von Wolfertschwenden

Die Produktpalette von Multivac besteht hauptsächlich aus Verpackungsmaschinen. Hinzu kommen weitere Produkte im Bereich der Lebensmittelverarbeitung. Im Wesentlichen bestehen die Produkte aus:
- Tiefziehverpackungsmaschinen
- Vakuumkammermaschinen
- Kammerbandmaschinen
- Traysealer
- Flowpacker
- Handhabungsmodule für komplette Systemlinien
- Kennzeichnungssysteme
- Inspektionssysteme
- Slicer
- Portionierer
- Backwarentechnik

Auf den von Multivac produzierten Maschinen werden vornehmlich Lebensmittel, aber auch medizinische Sterilgüter, sowie Konsumartikel verpackt. Im Bereich der Tiefziehverpackungslösungen ist die Firma Marktführer in Deutschland. Eine Tiefziehmaschine prägt zunächst die vorproduzierte Schale aus Plastik. Die geprägte Schale der Tiefziehmaschine wird dann zum Beispiel mit Fleisch oder anderen Lebensmitteln befüllt und mit einer Deckfolie verschweißt.